# 伯爾特方丹

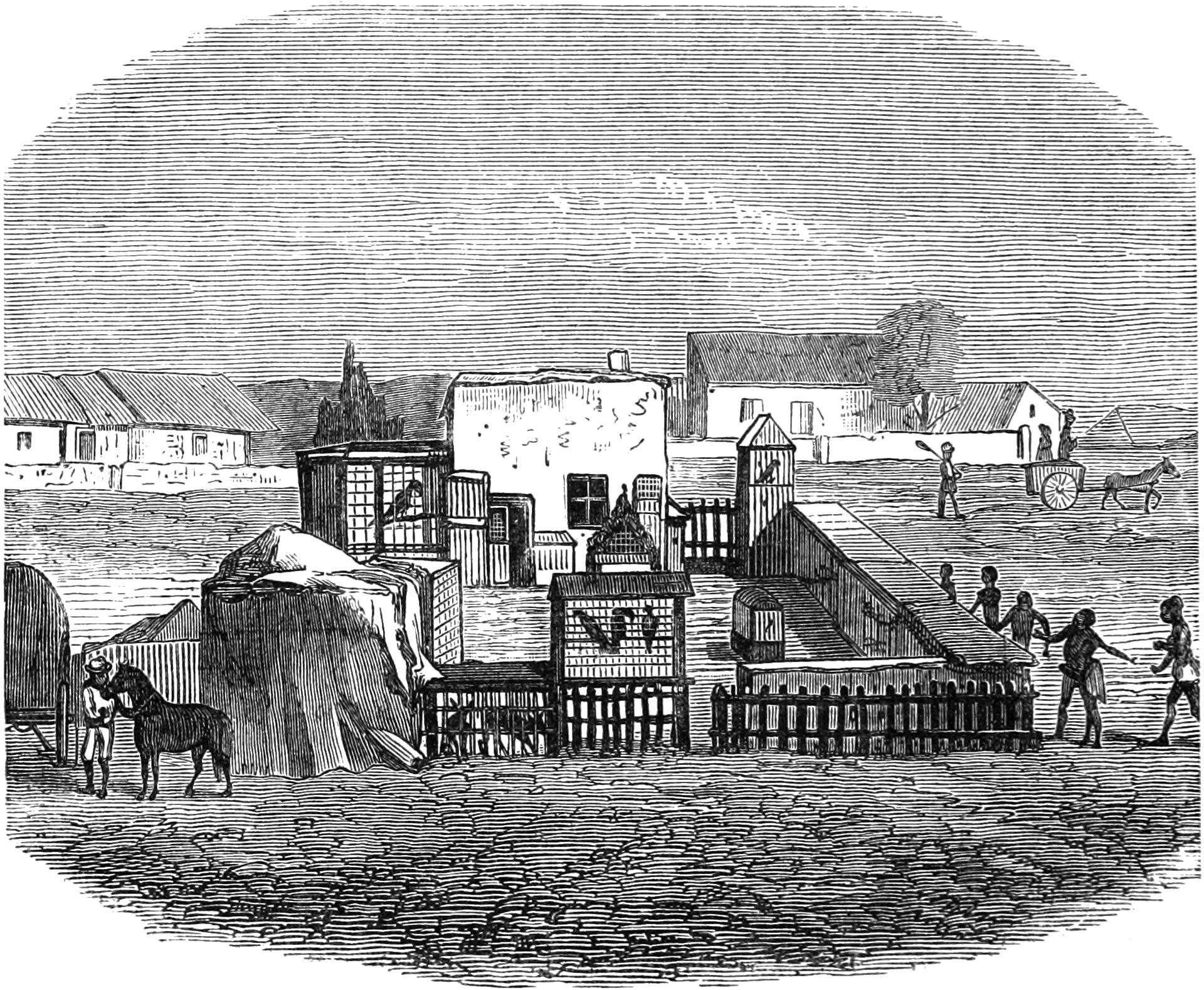
1870年代伯爾特方丹的房子

伯爾特方丹是南非的城鎮，位於該國中部，由自由邦省負責管轄，距離布隆方丹97公里，始建於1873年，面積42.75平方公里，2001年人口1,034，人口密度每平方公里24人。